# Norther
Norther (рус. Сильный северный ветер) — мелодик дэт-метал группа из Финляндии.

## История группы
История группы началась в 1996 году, когда гитарист Петри Линдроос и барабанщик Тони Халио основали группу «Requiem». В 1997 году название группы было изменено на «Decayed». После скорого распада группы и потери репетиционной базы, они упорно продолжали заниматься и играть вместе как трио там, где только это было возможно.
Наконец, в конце 1997 г., через своего друга Александра Куоппала группа получила место для репетиции в легендарном Лепакко. К тому времени они уже сменили название группы на «Decayed». Начался поиск новых музыкантов, но безрезультатно. В то же время они узнают, что Лепакко (Lepakko) скоро закроют. Группа нашла новую репетиционную базу в Ностури (Nosturi) и продолжили поиск новых участников. Было прослушано множество музыкантов, но это так и не дало результатов.
Летом 2000 года они находят через Интернет гитариста Кристиана Ранта (Kristian Ranta). Трио начинает активно репетировать. Вскоре Кристиан пригласил в группу двух знакомых Себастьяна Найта (Sebastian Knight) на клавишные и Эакима Экроса (Joakim Ekroos) в качестве басиста. В это же время группа меняет своё название на «Norther».
10-11 ноября 2000 группа отправилась в студию «Sonic Pump» в Хельсинки, чтобы записать своё первое демо «Warlord». Демо содержало четыре композиции («Warlord», «Last Breath», «Victorious One», «Towards The Storm»). Демо оказалось достаточно удачным и «Norther» подписали контракт со «Spinefarm Records». После записи группу покидают Себастьян и Эаким, но, к счастью, к группе присоединяется басист Юкка Коскинен (Jukka Koskinen) в конце 2000, а в начале 2001 найден клавишник Туомас Планман (Tuomas Planman).
В августе 2001 года музыканты собирались записать дебютный альбом в студии «Tico», но из-за некоторых проблем, которые не зависели от группы, им пришлось отправиться в студию «Sundi-Coop» в городе Савонлинна. Они записали 8 треков и один кавер на знаменитую «Final Countdown» группы Europe. Первый сингл группы «Released» увидел свет 7 января 2002, на нём была песня Released (в последующем на неё будет снят первый клип группы) и кавер на песню «Youth Gone Wild» группы Skid Row. Первый их альбом «Dreams Of Endless War» вышел 28 января 2002 года.
17 марта 2003 музыканты выпускают сингл «Unleash Hell» c одноименным треком и новым кавером на песню «Smash!» Группы Offspring. 12 августа 2003 года был выпущен альбом Mirror Of Madness. Продюсером альбома является Ансси Киппо.
После выхода Mirror Of Madness, группа отыграла несколько концертов в Финляндии и съездили осенью в европейский тур с группами Dimmu Borgir и Hypocrisy.
16 февраля 2004 года сингл «Spreading Death» вышел в Финляндии. За месяц до официального релиза (15 марта 2004 года) третий альбом Death Unlimited можно было уже скачать в Интернете на пиратских сайтах. В первую неделю после выхода альбома, песня «Death Unlimited» достигла 18 позиции в финских чартах.
14 апреля 2004 года Петри присоединился к группе Ensiferum в качестве сессионного гитариста и вокалиста в их Европейском туре c группами Finntroll и The Wake, чтобы заменить ушедшего в начале года Яри (Jari Maenpaa). Тур закончился в мае и впоследствии Петри пригласили в основной состав Ensiferum.
В конце 2004 года Юкка присоединяется к проекту бывшего вокалиста Ensiferum Яри Маенпаа в качестве сессионного басиста.
1 сентября 2004 года Norther выпускают DVD-сингл «Spreading Death». Дата выхода неоднократно переносилась, но в конце концов это оказалось оправданно. В DVD было гораздо больше материала, чем это планировалось с самого начала. Сингл содержал клип Death Unlimited в двух версиях (обрезанный для телевидения и целый), процесс создания этого клипа, две песни с концерта Cry и Betrayed, караоке Unleash Hell.
15-19 сентября Norther совершили небольшой тур с Finntroll и The Wake по 5 городам Швеции. Тур оказался успешным, и ребята приобрели много поклонников в Швеции.
В конце 2004 года музыканты приступили к записи EP «Solution 7» на студии Astia с Ансси Киппо (Anssi Kippo). EP содержал 4 композиции в обычном стиле Norther и ремикс Chasm с чистым вокалом Криса. Chasm записывали в студии Finnvox с Миккой Кармила (Mikko Karmila). EP вышел 3 марта 2005 года в Финляндии, и 13 июня в остальном мире. Цифра «7» в названии EP означает порядковый номер диска. К этому моменту группа выпустила три студийных альбома и три сингла.
В июле 2005 года в шведской студии «Fredman» в Гётеборге (в ней записывались такие группы, как In Flames, Soilwork, Hammerfall, Arch Enemy, Opeth и другие) Norther приступила к записи 4-го альбома «Till Death Unites Us». 11 января 2006 года вышел сингл Scream, а сам альбом появился на свет 25 января.
В октябре 2005 года ударник Тони Халио решает покинуть группу. Это было полностью его решение, и объяснял он это тем, что хочет уделять больше времени другим делам, нежели играть метал с «Norther». Тони отыграл своей последний концерт 8 октября 2005 года. В тот вечер он сам составлял сет-лист.
В конце 2005 года «Norther» начинают искать нового ударника. Поиски завершились достаточно быстро, и 30 ноября Хейки Саари (Heikki Saari) (экс-Amberian Dawn) становится новым членом группы. Хейки к этому времени был уже очень опытным ударником и играл во множестве разных проектов.
Зимой 2006 года Norther играют небольшой тур в Финляндии и Европе. Во время этого тура группа посетила Россию — дали один концерт в Санкт-Петербурге в клубе «Арктика» 19 мая. В конце года был записан новый EP «No Way Back» (дата релиза 14 февраля 2007) с пятью композициями, выпущен 4-й клип группы на песню «Frozen Angel». Также группа снялась в роли самих себя в финском триллере «V2».
В 2008 году вышел альбом «N».
В начале марта 2009 года из группы ушёл Петри Линдроос (Petri Lindroos). Оставшиеся музыканты прокомментировали это событие следующим образом: «Norther вынуждены были позволить Petri уйти, чтобы дальше быть активными». Постоянная занятость Петри в «Ensiferum» приводила к большому застою «Norther». Петри Линдроос же в своих интервью утверждал, что вовсе не собирался покидать «Norther», другие музыканты вынудили его уйти. Позднее эта информация была подтверждена барабанщиком «Norther» Хейки Саари на официальном сайте. Поиски замены начались буквально через неделю. И уже в середине апреля был выбран новый солист. Им стал Alexi Sihvonen («Medicated», «Imperanon»), на роль live-гитариста был приглашен Дениэл Фрэйберг.
24 июля 2012 года на официальном сайте Norther было объявлено о прекращении существования группы вследствие сложных жизненных ситуаций всех её участников, что делает невозможным функционирование группы в активном режиме. По словам самих музыкантов это было взаимное решение, все они останутся хорошими друзьями и будут заняты в других группах и проектах. Последним концертом Norther стало выступление 10 августа 2012 года на фестивале Brutal Assault в Чехии.
14 Мая 2013 прекращает существование официальный сайт.

## Дискография
| - Dreams Of Endless War (2002) - Mirror Of Madness (2003) - Death Unlimited (2004) - Till Death Unites Us (2006) - N (2008) - Circle Regenerated (2011) | - Released (2002) - Unleash Hell (2003) - Spreading Death (2004) - Scream (2006) - Break myself Away (Online Single) (2010) - Through It All (2011) | - Warlord (2000) Демо - Spreading Death (2004) DVD - Solution 7 (2005) EP - No Way Back (2007) EP |

## Состав
| Последний состав - Кристиан Ранта (англ. Kristian Ranta) — гитара и вокал (2000—2012) - Юкка Коскинен (англ. Jukka Koskinen) — бас (2000—2012) - Туомас Планман (англ. Tuomas Planman) — клавишные (2001—2012) - Хейкки Саари (англ. Heikki Saari) — ударные (2005—2012) - Даниэль Фрейберг (англ. Daniel Freyberg) — гитара (2009—2012) - Алекси Сихвонен (англ. Alexi Sihvonen) — вокал (2009—2012) | Бывшие участники - Петри Линдроос (англ. Petri Lindroos) — вокал и гитара (1996—2009) - Тони Халлио (англ. Toni Hallio) — ударные (1996—2005) - Туомас Стубу (англ. Tuomas Stubu) — бас (1996—1997) - Рони Корпас (англ. Roni Korpas) — гитара (1996—1999) - Себастьян Найт (англ. Sebastian Knight)— клавишные (2000) - Ёаким Экроос (англ. Joakim Ekroos) — бас (2000) |